# 10-я параллель южной широты
10-я параллель южной широты — воображаемая линия, проходящая по поверхности южного полушария Земли.
По параллели проходит часть границы между Бразилией и Перу. Индейцам, живущим в долине Амазонки в районе 10-й параллели, посвящён фильм англ. Parallel 10th.
В климатологии параллель интересна тем, что именно на ней наиболее заметно изменение баланса энергии при переходе от зимнего похолодания к весеннему потеплению (в июле; в январе ту же роль играет 18-я параллель северной широты).
В Африке параллель определяет южную границу зоны распространения жёлтой лихорадки (в качестве северной границы используется 15-я параллель северной широты).
10-й параллелью южной широты ограничивалась с юга зона обороны США в Южной Америке по плану «Радуга 1».